# Just Married
Just Married is een komedie uit 2003 onder regie van Shawn Levy. De film had de discutabele eer genomineerd te worden voor Golden Raspberry Awards voor slechtste acteur (Ashton Kutcher), slechtste bijrolactrice (Brittany Murphy) en slechtste koppel op het scherm (zij samen). Daarentegen werd Just Married ook genomineerd voor vijf Teen Choice Awards.

## Verhaal
Tom en Sarah worden op elkaar verliefd en zijn van plan met elkaar te trouwen, ondanks wat Sarahs familie zegt. Alleen volgt het ene probleem na het ander op hun huwelijksreis en ze moeten goed nadenken of ze wel perfect voor elkaar zijn.

## Rolverdeling
| Acteur          | Personage      |
| --------------- | -------------- |
| Ashton Kutcher  | Tom Leezak     |
| Brittany Murphy | Sarah McNerney |
| Christian Kane  | Peter Prentiss |
| David Moscow    | Kyle           |
| Monet Mazur     | Lauren         |
| Alex Thomas     | Fred           |